# Ken Domon
Ken Domon (土門 拳, Domon Ken, Sakata, 25 de outubro de 1909 — Tóquio, 15 de agosto de 1990) foi um dos fotógrafos japoneses mais renomados do século XX. Domon é destacado por seu trabalho como fotojornalista, mas seu trabalho mais extenso é referido à arquitetura e escultura budistas do Japão.

## Biografia
Domon nasceu em Sakata, na prefeitura de Yamagata e, quando jovem, foi profundamente influenciado pelos escritos filosóficos de Tetsuro Watsuji. Ele estudou direito na Universidade Nihon, mas foi expulso da universidade devido à sua participação em políticas radicais. Ele mudou da pintura para a fotografia de retratos e obteve uma posição no Estúdio Fotográfico Kotaro Miyauchi em 1933. Em 1935, ele se juntou com Nippon Kōbō para trabalhar em sua revista Nippon. Quatro anos depois ele se mudou para Kokusai Bunka Shinkōkai, uma organização nacional de propaganda; como Ihei Kimura e muitos outros notáveis fotógrafos japoneses, ele ajudou no esforço de guerra.
Com o fim da Segunda Guerra Mundial, Domon se tornou independente e documentou as consequências da guerra, concentrando-se na sociedade e na vida das pessoas comuns. Ele ficou conhecido como um defensor do realismo na fotografia, que descreveu como "um instantâneo absoluto que não é absolutamente dramático". Foi um colaborador prolífico de revistas fotográficas, começou seu trabalho novamente no início dos anos 50. Com Kimura, Hiroshi Hamaya e outros, ele rejeitou fotografias posadas e outras artísticas; em suas polêmicas nas revistas fotográficas, Domon era o expoente mais poderoso dessa visão. Ele definiu seu objetivo como "a conexão direta entre câmera e motivo".
Entre as imagens mais poderosas de Domon estão aquelas tiradas na primeira década após a guerra, particularmente as dos sobreviventes do bombardeio atômico de Hiroshima, a vida e principalmente as crianças de uma comunidade pobre de mineração de carvão em Chikuhō, Kyūshū e o jogo improvisado de crianças em Kōtō, Tóquio.
Em 1958, Domon recebeu o Prêmio de Fotografia Mainichi e o Prêmio de Fotógrafo do Ano da Associação de Críticos de Fotos do Japão. Ele recebeu o Prêmio de Artes do Ministério da Educação do Japão em 1959 e o Prêmio do Congresso de Jornalistas do Japão em 1960. Domon sofreu derrames em 1960 e 1968, que eventualmente o impediu de segurar uma câmera e o confinou em uma cadeira de rodas. No entanto, isso não o impediu de fotografar e de documentar a cultura tradicional do Japão. Ele viajou energicamente pelo país, fotografando seus templos budistas no que se tornaria uma imponente série de livros luxuosamente produzidos. Em 1963, ele começou a trabalhar na maior obra de sua vida, Koji junrei (1963–1975). Sobre suas fotografias da cultura tradicional do Japão, Domon escreveu: "Estou envolvido com as realidades sociais de hoje, ao mesmo tempo em que estou envolvido com as tradições e a cultura clássica de Nara e Quito, e esses dois envolvimentos estão ligados por sua busca comum pelo ponto em que estão relacionados ao destino do povo, à raiva, à tristeza, às alegrias do povo japonês".
O método de Domon de fotografar templos era permanecer no local por um tempo antes de tirar a primeira foto. Ele então começaria a fotografar com base em uma abordagem não sistemática e acadêmica do assunto, mas com base em como seus sentimentos em relação aos sujeitos o levaram a registrá-los. Domon precedeu o primeiro volume de Koji Junrei com "Este livro é, portanto, um livro amado, que permite que os japoneses reconfirmem a cultura, as pessoas que a formaram".
Em 1976, Domon ficou completamente incapacitado por um terceiro derrame e morreu em Tóquio, em 15 de setembro de 1990. Em 1981, a Mainichi Newspapers estabeleceu o Prêmio Ken Domon anual em comemoração aos 110 anos do Mainichi Shimbun; dois anos depois, o Museu de Fotografia Ken Domon foi inaugurado em Sakata.

## Obras

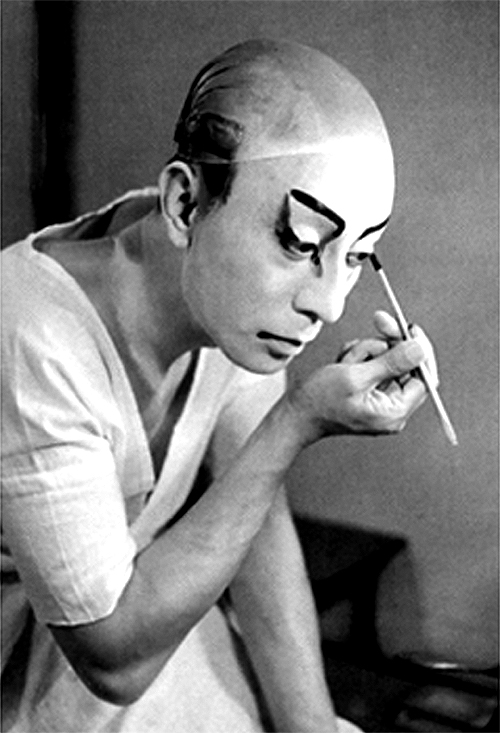
Ebizō Ichikawa IX, fotografado por Ken Domon (1951)

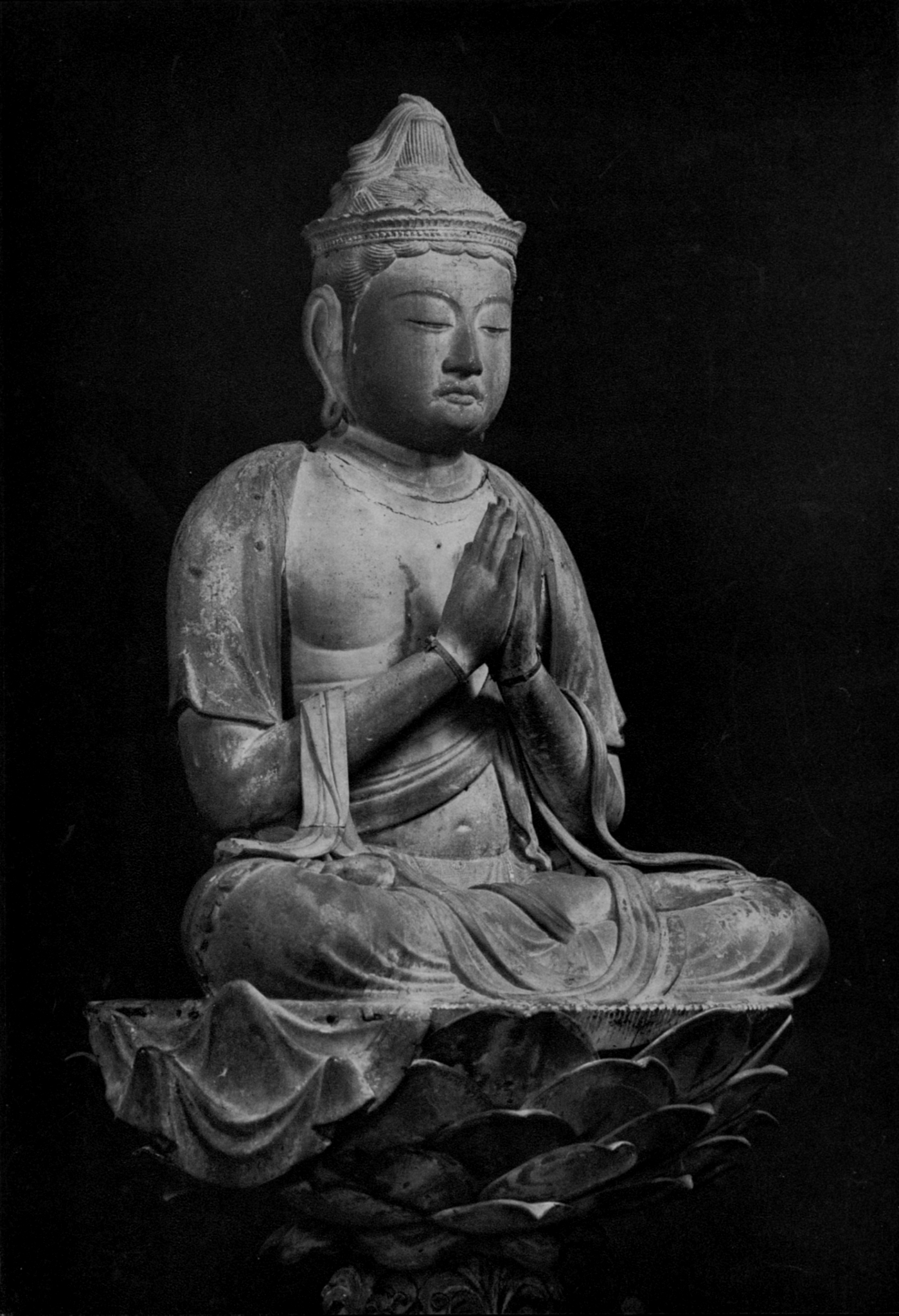
Estátua de madeira do bodisatva Samantabhadra, fotografada por Ken Domon (1952)

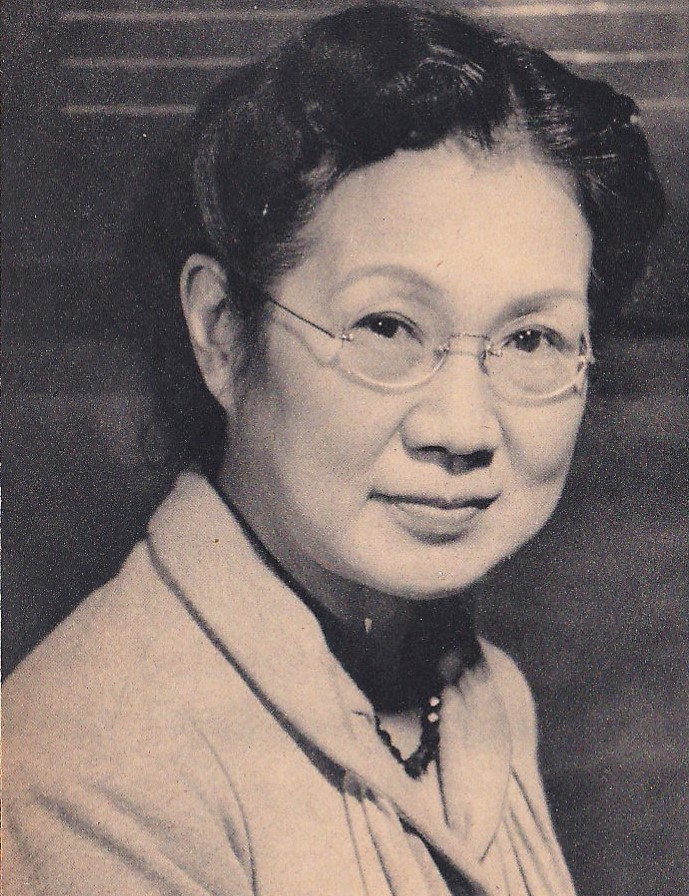
Akiko Seki, fotografada por Ken Domon (1956)

- Nihon no chōkoku (日本の彫刻). Tokyo: Bijutsushuppansha, 1952.
  - 2. Asuka jidai (飛鳥時代).
  - 5. Heian jidai (平安時代).
- Fūbō (風貌). Tokyo: Ars, 1953.
- Murōji (室生寺). Tokyo: Bijutsushuppansha, 1955.
- The Muro-ji, an eighth century Japanese temple: Its art and history. Tokyo: Bijutsu Shuppansha, c. 1954. Texto por Roy Andrew Miller.
- With 渡辺勉. Gendai geijutsu kōza (現代芸術講座 写真). 1956.
- Murōji (室生寺). Tokyo: Bijutsushuppansha, 1957.
- Domon Ken sakuhinshū (土門拳作品集). Gendai Nihon shashin zenshū 2. 創元社, 1958.
- Hiroshima (ヒロシマ) / Hiroshima. 研光社, 1958.
- Chūsonji (中尊寺). Nihon no Tera 4. Tokyo: Bijutsushuppansha, 1959.
- Saihōji, Ryūanji (西芳寺・竜安寺). Nihon no tera 10. Tokyo: Bijutsushuppansha, 1959.
- Chikuhō no kodomotachi: Ken Domon shashinshū (筑豊のこどもたち：土門拳写真集). Patoria Shoten, 1960. 築地書館, 1977.
- Chikuhō no kodomotachi: Ken Domon shashinshū. Zoku: Rumie-chan ha otōsan ga shinda (筑豊のこどもたち：土門拳写真集 続　るみえちゃんはお父さんが死んだ). Patoria Shoten, 1960.
- Hōryūji (法隆寺). Nihon no Tera 6. Tokyo: Bijutsushuppansha, 1961.
- Murōji (室生寺). Nihon no Tera 13. Tokyo: Bijutsushuppansha, 1961.
- Kyōto (京都). Nihon no Tera. Tokyo: Bijutsushuppansha, 1961.
- Nara (奈良). Nihon no Tera. Tokyo: Bijutsushuppansha, 1961.
- Masterpieces of Japanese sculpture Tokyo: Bijutsuhuppansha; Rutland, Vt.: Tuttle, 1961. Texto por J. E. Kidder.
- Kasuga (春日). Nihon no Yashiro 4. Tokyo: Bijutsushuppansha, 1962.
- Koji junrei (古寺巡礼). 5 vols. Tokyo: Bijutsushuppansha, 1963–75.  Edição internacional (com textos em inglês adicionados ao japonês):: A Pilgrimage to Ancient Temples. Tokyo: Bijutsushuppansha, 1980.
- Tōji: Daishinomitera (東寺: 大師のみてら). Tokyo: Bijutsushuppansha, 1965.
- Shigaraki Ōtsubo (信楽大壷). Tokyo: Chūnichi Shinbun Shuppankyoku, 1965.
- Sōfū; his boundless world of flowers and form. Tokyo: Kodansha International, 1966. Texto por Teshigahara Sōfu.
- Nihonjin no genzō (日本人の原像). Tokyo: Heibonsha, 1966.
- Yakushiji (薬師寺). Tokyo: Mainichi Shinbunsha, 1971.
- Bunraku (文楽). Kyoto: Shinshindō, 1972.
- Tōdaiji (東大寺). Tokyo: Heibonsha, 1973.
- Nihon meishōden (日本名匠伝). Kyoto: Shinshindō, 1974. Retratos dos famosos, principalmente em cores.
- Koyō henreki (古窯遍歴). Tokyo: Yarai Shoin, 1974.
- Shinu koto to ikiru koto (死ぬことと生きること). 築地書館, 1974.
- Watakushi no bigaku (私の美学, My aesthetics). Kyoto: Shinshindō, 1975. Domon fotografa as artes e a arquitetura japonesas (em preto e branco e em cores) e escreve comentários sobre elas.
- Nihon no bi (日本の美). Nishinomiya: Itō Hamu Eiyō Shokuhin, 1978.
- Shashin hihyō (写真批評). Daviddosha, 1978.
- Nyoninkōya Murōji (女人高野室生寺). Tokyo: Bijutsushuppansha, 1978.
- Fūkei (風景). Tokyo: Yarai Shoin, 1976. Popular edition, Tokyo: Yarai Shoin, 1978.
- Gendai chōkoku: Chōkoku no Mori Bijutsukan korekushon (現代彫刻: 彫刻の森美術館コレクション) / Sculptures modernes: Collection de The  Hakone Open-air Museum. Tokyo: Sankei Shinbunsha, 1979. Com alguns textos em francês e japonês.
- Shashin zuihitsu (写真随筆). Tokyo: Daviddosha, 1979.
- Domon Ken Nihon no Chōkoku(土門拳日本の彫刻). Tokyo: Bijutsushuppansha. 
  - 1. Asuka, Nara (飛鳥・奈良). 1979.
  - 2. Heian zenki (平安前期). 1980.
  - 3. Heian kōki, Kamakura (平安後期・鎌倉). 1980.
- Domon Ken: Sono shūi no shōgen (土門拳：その周囲の証言). Tokyo: Asahi Sonorama, 1980.
- Nihon no bien (日本の美艶). Gendai Nihon Shashin Zenshū 7. Tokyo: Shūeisha, 1980.
- Domon Ken Nihon no kotōji: Tanba, Imari, Karatsu, Eshino, Oribe, Tokoname, Atsumi, Shigaraki, Kutani, Bizen (土門拳日本の古陶磁：丹波・伊万里・唐津・絵志野・織部・常滑・渥美・信楽・九谷・備前). Tokyo: Bijutsushuppansha, 1981.
- Domon Ken (土門拳). Shōwa Shashin Zenshigoto 5. Tokyo: Asahi Shuppansha, 1982. A survey of Domon's work.
- Domon Ken zenshū (土門拳全集). Tokyo: Shōgakukan. 
  - 1. Koji junrei 1 Yamato-hen jō (古寺巡礼 1 大和篇 上). 1983. ISBN 4-09-559001-7.
  - 2. Koji junrei 2 Yamato-hen ge (古寺巡礼 2 大和篇 下). 1984. ISBN 4-09-559002-5.
  - 3. Koji junrei 3 Kyōto-hen (京都篇). ISBN 4-09-559003-3.
  - 4. Koji junrei 4 Zenkoku-hen (古寺巡礼 4 全国篇). 1984. ISBN 4-09-559004-1.
  - 5. Nyonin Kōya Muroji (女人高野室生寺). 1984. ISBN 4-09-559005-X.
  - 6. Bunraku (文楽). 1985. ISBN 4-09-559006-8.
  - 7. Dentō no katachi (伝統のかたち). 1984. ISBN 4-09-559007-6.
  - 8. Nihon no fūkei (日本の風景). 1984. ISBN 4-09-559008-4.
  - 9. Fūbō (風貌). 1984. ISBN 4-09-559009-2.
  - 10. Hiroshima (ヒロシマ). 1985. ISBN 4-09-559010-6.
  - 11. Chikuhō no kodomotachi (筑豊のこどもたち). 1985. ISBN 4-09-559011-4.
  - 12. Kessakusen jō (傑作選 上). 1985. ISBN 4-09-559012-2.
  - 13. Kessakusen ge (傑作選 下). 1985. ISBN 4-09-559013-0.
- Domon Ken no koji junrei (土門拳の古寺巡礼). Tokyo: Shōgakukan, 1989–90. 
  - 1. Yamato 1 (大和1). 1989. ISBN 4-09-559101-3.
  - 2. Yamato 2 (大和2). 1990. ISBN 4-09-559102-1.
  - 3. Kyōto 1. (京都1). 1989. ISBN 4-09-559103-X.
  - 4. Kyōto 2. (京都2). 1990. ISBN 4-09-559104-8.
  - 5. Murōji (室生寺). 1990. ISBN 4-09-559105-6.
  - Bessatsu 1. Higashi Nihon (東日本). 1990. ISBN 4-09-559106-4.
  - Bessatsu 2. Nishi Nihon (西日本). 1990. ISBN 4-09-559107-2.
- Domon Ken Nihon no butsuzō (土門拳日本の仏像). Tokyo: Shōgakukan, 1992. ISBN 4-09-699421-9.
- Murōji (室生寺). Nihon Meikenchiku Shashinsenshū 1. Tokyo: Shinchōsha, 1992. ISBN 4-10-602620-1.
- Domon Ken no Shōwa (土門拳の昭和). Tokyo: Shōgakukan, 1995. 
  - 1. Fūbō (風貌). ISBN 4-09-559201-X.
  - 2. Kodomotachi (こどもたち). ISBN 4-09-559202-8.
  - 3. Nihon no fūkei (日本の風景). ISBN 4-09-559203-6.
  - 4. Dokyumento Nihon 1935–1967 (ドキュメント日本 1935–1967). ISBN 4-09-559204-4.
  - 5. Nihon no butsuzō (日本の仏像). ISBN 4-09-559205-2.
- Koji junrei (古寺巡礼). Tokyo: Mainichi Shinbunsha, c1995.
- Domon Ken Koji Junrei (土門拳古寺巡礼). Tokyo: Bijutsu Shuppansha, 1996. ISBN 4-568-12056-X.
- Shashin to jinsei: Domon Ken esseishū (写真と人生：土門拳エッセイ集). Dōjidai Raiburarī. Tokyo: Iwanami, 1997.
- Domon Ken (土門拳). Nihon no Shashinka. Tokyo: Iwanami, 1998. ISBN 4-00-008356-2.
- Koji junrei (古寺巡礼). Tokyo: Shōgakukan, 1998. ISBN 4-09-681151-3.
- 風貌 愛蔵版 Tokyo: Shōgakukan, 1999. ISBN 4-09-681152-1.
- Domon Ken kottō no bigaku (土門拳骨董の美学). Korona Bukkusu 69. Tokyo: Heibonsha, 1999. ISBN 4-582-63366-8.
- Domon Ken no tsutaetakatta Nihon (土門拳の伝えたかった日本) Tokyo: Mainichi Shuppansha, 2000. ISBN 4-620-60559-X.
- Domon Ken Nihon no chōkoku (土門拳日本の彫刻 Tokyo: Mainichi Shinbunsha, c2000. Exhibition catalogue.
- Kengan (拳眼). Tokyo: Sekai Bunkasha, 2001. ISBN 4-418-01521-3.
- Kenshin (拳心). Tokyo: Sekai Bunkasha, 2001. ISBN 4-418-01522-1.
- Kenkon (拳魂). Tokyo: Sekai Bunkasha, 2002. ISBN 4-418-02509-X.
- 逆白波のひと・土門拳の生涯 / 佐高信∥ Āto Serekushon. Tokyo: Shōgakukan, 2003.
- Domon Ken tsuyoku utsukushii mono: Nihon bitanbō (土門拳強く美しいもの：日本美探訪) Shōgakukan Bunko. Tokyo: Shōgakukan, 2003. ISBN 4-09-411426-2.